# Nizozemsko na Zimních olympijských hrách 2002
Nizozemsko na Zimních olympijských hrách 2002 reprezentovalo 27 sportovců (14 mužů a 13 žen) v 4 sportech.

## Medailisté
| Medaile | Jméno                | Sport          | Disciplína    |
| ------- | -------------------- | -------------- | ------------- |
| Zlato   | Jochem Uytdehaage    | Rychlobruslení | Muži 10 000 m |
| Zlato   | Gerard van Velde     | Rychlobruslení | Muži 1 000 m  |
| Zlato   | Jochem Uytdehaage    | Rychlobruslení | Muži 5 000 m  |
| Stříbro | Gianni Romme         | Rychlobruslení | Muži 10 000 m |
| Stříbro | Jan Bos              | Rychlobruslení | Muži 1 000 m  |
| Stříbro | Jochem Uytdehaage    | Rychlobruslení | Muži 1 500 m  |
| Stříbro | Renate Groenewoldová | Rychlobruslení | Ženy 3 000 m  |
| Stříbro | Gretha Smitová       | Rychlobruslení | Ženy 5 000 m  |